# Norwegian Air UK
Norwegian Air UK — колишня британська авіакомпанія. Дочірня компанія Norwegian Air Shuttle. Створений у листопаді 2015 року, він керує Boeing 737-800 та Boeing 787-9 з регулярним обслуговуванням від аеропорту Гатвік до Європи, Азії, Північної Америки та Південної Америки. У січні 2021 року Norwegian Air Shuttle оголосив, що припинить всі операції на великі відстані, включаючи операції Norwegian Air UK

## Флот

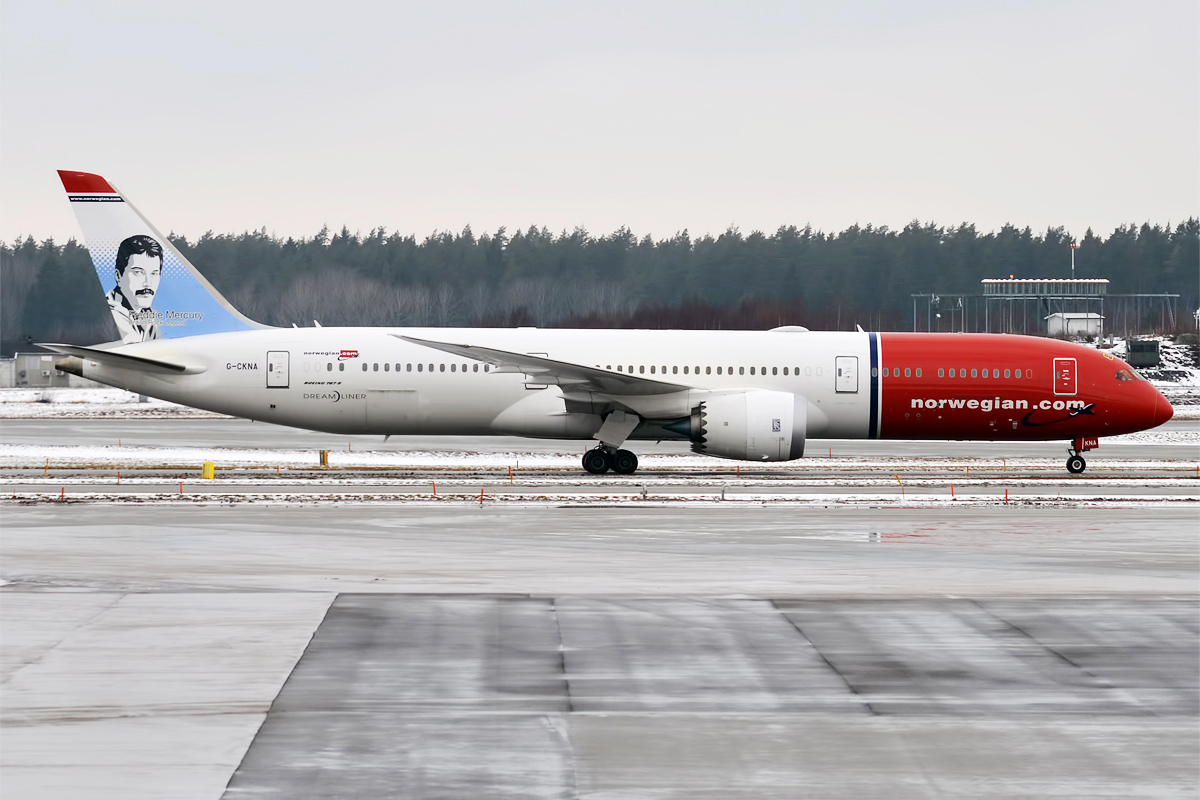
Boeing 787-9 Norwegian Air UK

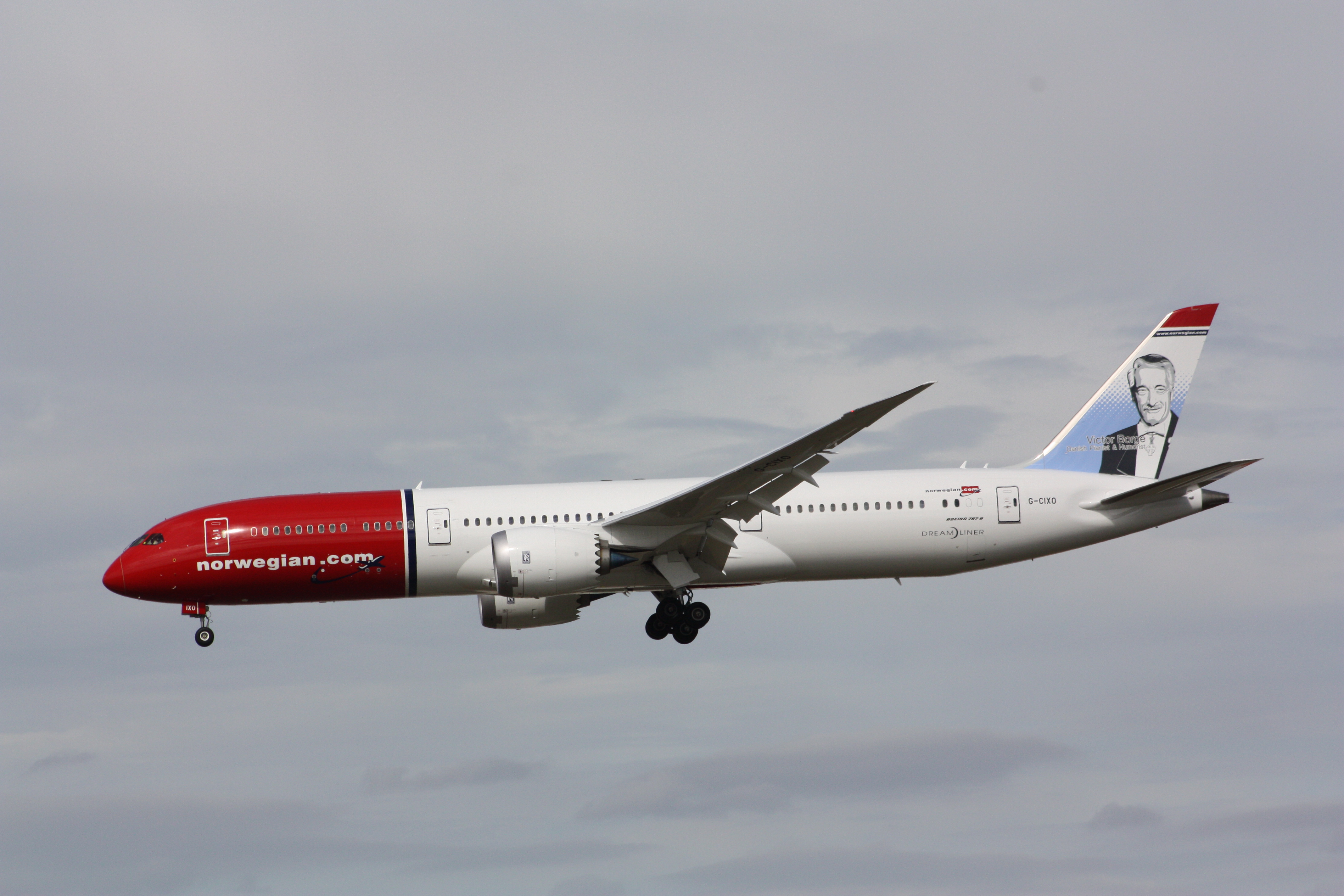
Boeing 787-9 Norwegian Air UK

Флот NUK станом на квітень 2018 року: